# ویلیبالد ایزر
ویلیبالد ایزر (آلمانی: Willibald Eser؛ ‏ ۱ سپتامبر ۱۹۳۳ – ۱ اوت ۲۰۰۵) فیلم‌نامه‌نویس اهل آلمان بود.
از فیلم‌هایی که وی در آن‌ها نقش داشته‌است، می‌توان به تودهنی اشاره نمود.